# Lili, Lulu et Zizi
Pour les articles homonymes, voir Lulu et Zouzou.
Lili, Lulu et Zouzou (April, May & June Duck en VO) sont des personnages de fiction de l'univers des canards de Disney. Elles ont été créées en 1953 par Carl Barks.
Nièces de Daisy Duck, elles sont apparues pour la première fois en février 1953 dans l'histoire Donald piloufaciste ! parue dans le numéro 149 de Walt Disney's Comics and Stories,.
Dans Les Belles Histoires Walt Disney publiées entre 1954 et 1962, on apprend leurs vrais prénoms : Blanche, Julie et Aglaé.

## Interaction avec Riri, Fifi et Loulou
Lili, Lulu et Zouzou sont avant tout des versions féminines de Riri, Fifi et Loulou. À ce titre elles sont tantôt leurs partenaires de jeu, tantôt leurs amoureuses potentielles, tantôt leurs rivales.
Comme leurs cousins, elles se distinguent parfois par des vêtements de couleurs différentes, garçons Rouge-Bleu-Vert, filles Jaune-Orange-Violet. Mais alors que Riri, Fifi et Loulou ne respectent pas toujours leur code-couleur officiel, les fillettes n'en ont même pas. Elles ne sont reconnaissables que dans les histoires dessinées aux Pays-Bas, dans lesquelles elles ont des cheveux blonds et des coiffures différentes.

## Position dans la famille Duck
Une des hypothèses proposées pour expliquer leur lien de parenté est de faire de Lili, Lulu et Zouzou les filles de Donna Duck, sœur de Daisy. Toutefois dans Ça suffit, les sosies ! (Anders alle vegne en VO), Donna et Daisy se comportent en quasi-inconnues l'une pour l'autre. Plus clair encore, un strip en 3 cases de Bob Karp et Al Taliaferro montre les deux canes se rencontrant pour la première fois à l'occasion d'un passage chez Donald.
Les fillettes appellent Donald leur oncle, mais cela peut simplement venir de son statut de fiancé de Daisy.
De plus, elles sont explicitement désignées comme cousines de Riri, Fifi et Loulou, sans préciser à quel degré.
Globalement, il est difficile de trouver une explication levant toutes les incohérences, car les auteurs se contredisent mutuellement sur la généalogie des personnages secondaires de l'univers des canards.
Malgré sa ressemblance, Zaza Vanderquack, qui apparaît dans la série télévisée La Bande à Picsou (1987-1990), n'a aucun lien de parenté avec elles.

## Apparition

### Bandes dessinées
Depuis 1953, Elles sont apparues dans environ mille histoires d'après le site INDUCKS recensé en 2021 et principalement aux Pays-Bas. Il y a environ 190 histoires répertoriées en France.

### Dessins animés
Les nièces de Daisy apparaissent pour la première fois en animation dans l'épisode 12 de la Saison 2 de Disney's tous en boîte, La Nuit des dames (Ladies' Night), où elles forment l'orchestre du club.
Mais c'est en 2018 qu'elles sont enfin mises à l'honneur avec la série La Légende des Trois Caballeros. En effet, tout le long de la série, elles vont venir en aide aux trois caballeros dans leurs aventures et aider particulièrement Donald à reconquérir leur tante Daisy.
En 2021, elles apparaissent également dans l'épisode final du reboot de 2017 de La Bande à Picsou, The Last Adventure!. En effet dans cet épisode, la bande à Picsou va découvrir dans les laboratoires du F.O.W.L., deux petites filles dans des cuves. Il s'agit de Lulu et Zizi et on va apprendre qu'elles sont en réalités des clones de Zaza (elle même créée à partir de l'ADN de Picsou) créées par le F.O.W.L. On apprend alors que le véritable nom de Zaza est Lili.

#### Filmographie
- 2001 : Disney's tous en boîte (Disney's House of Mouse) (cameo) (série télévisée)
- 2018 : La Légende des Trois Caballeros (Legend of the Three Caballeros) (série télévisée)
- 2021 : La Bande à Picsou (DuckTales) (série télévisée de 2017)

#### Leurs voix
Dans la série La Légende des Trois Caballeros, leurs voix originales sont doublées par Jessica DiCicco. Leurs voix Françaises sont incarnées par Clara Soares (Lili), Claire Baradat (Lulu) et Maryne Bertieaux (Zizi).
Dans la série La Bande à Picsou de 2017, leurs voix originales sont doublées par Kate Micucci (Lili / Zaza), Riki Lindhome (Lulu) et Noël Wells (Zouzou).

## Lili, Lulu et Zouzou à travers le monde
- Allemagne : Dicky, Dacky und Ducky
- Amérique latine: Blanca, Rosa y Celeste
- Australie /  États-Unis /  Royaume-Uni : April, May and June
- Brésil /  Portugal : Lalá, Lelé e Lili
- Chine : 艾儿，梅儿和珍儿 (Àier, Méier hé Zhēner)
- Collectivité espérantophone :  Blanka, Julia kaj Aglaja
- Danemark : Kylle, Pylle og Rylle
- Espagne : Abril, Mayo y Junio
- Finlande : Leenu, Liinu ja Tiinu
- Grèce : Ανιψιές (Anipsiés)[18]
- Hongrie : Áprilka, Maja és Juni
- Islande : Drífa, Fönn og Mjóll
- Italie : Ely, Emy e Evy
- Japon : アプリル, メイとジューン (Apuriru, Mei to Jūn)
- Norvège : Hetti, Netti og Letti
- Pays-Bas : Lizzy, Juultje en Babetje
- Suède : Kicki, Pippi och Titti
- République tchèque : Mirka, Šárka a Klárka